# آرامگاه شاه اسماعیل
بقعه شاه اسماعیل مربوط به دوره ایلخانی است و در شهرستان دشتی، بخش مرکزی، دهستان کبکان، روستای کبکان واقع شده و این اثر در تاریخ ۲۶ اسفند ۱۳۸۶ با شمارهٔ ثبت ۲۲۱۸۲ به‌عنوان یکی از آثار ملی ایران به ثبت رسیده است.